# Brandýs nad Labem-Stará Boleslav
Brandýs nad Labem-Stará Boleslav je město v okrese Praha-východ. Žije zde přibližně 20 tisíc obyvatel. Obec vznikla jako souměstí v roce 1960 administrativním sloučením měst Brandýs nad Labem a Stará Boleslav a má mezi současnými obcemi v České republice druhý (mezi městy první) nejdelší název (první je Nová Ves u Nového Města na Moravě). Historická jádra Brandýsa nad Labem i Staré Boleslavi jsou od roku 1992 městskými památkovými zónami.

## Části města
- Brandýs nad Labem
- Popovice
- Stará Boleslav

V letech 1964–1990 k městu patřily i Zápy.

## Poloha
Město se rozprostírá po stranách řeky Labe. Ze strany brandýské vystupují příkré svahy k terase polabské nížiny, v níž vymodeloval hlubokou rokli Vinořský potok vlévající se zde do řeky. Staroboleslavskou stranu tvoří kotlina nivy, kde se v minulosti nacházela řada tůní a vedlejších ramen řeky a kterou formovaly časté povodně. Na území města a v jeho okolí jsou zachovány a chráněny zbytky původního lužního lesa v přírodní památce Hluchov.

## Historie
Město vzniklo roku 1960 sloučením do té doby samostatných historicky významných měst Brandýsa a Staré Boleslavi.
Zatímco Stará Boleslav, české nejstarší poutní místo, je spojena především s osobou sv. Václava, který zde byl roku 935 zavražděn, a také s mariánskou poutní tradicí – Palladiem, Brandýs zažíval dobu největší slávy až v období Habsburků, kteří zde zvelebili zámek a často tu pobývali (několik let zde strávil i pozdější císař a král Karel I.).
V roce 1998 se ve Staré Boleslavi konalo místní referendum o osamostatnění. Hlasující se vyjádřili převážně proti rozdělení.

### Územněsprávní začlenění
Dějiny územněsprávního začleňování zahrnují období od roku 1850 do současnosti. V chronologickém přehledu je uvedena územně administrativní příslušnost města v roce, kdy ke změně došlo:
- 1850 země česká, kraj Praha, politický okres Karlín, soudní okres Brandýs nad Labem[8]
- 1855 země česká, kraj Praha, soudní okres Brandýs nad Labem[8]
- 1868 země česká, politický okres Karlín, soudní okres Brandýs nad Labem[8]
- 1908 země česká, politický i soudní okres Brandýs nad Labem[9]
- 1939 země česká, Oberlandrat Mělník, politický i soudní okres Brandýs nad Labem[10]
- 1942 země česká, Oberlandrat Praha, politický i soudní okres Brandýs nad Labem[11]
- 1945 země česká, správní i soudní okres Brandýs nad Labem[12]
- 1949 Pražský kraj, okres Brandýs nad Labem[13]
- 1960 Středočeský kraj, okres Praha-východ[14]

### Rok 1932
Ve městě Brandýs nad Labem (6 056 obyvatel) byly v roce 1932 evidovány tyto úřady, živnosti a obchody (výběr):
- Instituce: okresní úřad, okresní soud, berní správa, berní úřad, důchodkový kontrolní úřad, katastrální měřičský úřad, cejchovní úřad, okresní četnické velitelství, oddíl dělostřeleckého pluku 51, poštovní úřad, telegrafní úřad, telefonní úřad, dva katolické kostely, kostel československé církve, synagoga, státní reálné gymnázium, izolační nemocnice, chudobinec, sirotčinec, útulna slepých dívek, sbor dobrovolných hasičů, ředitelství státních lesů a statků
- Živnosti a průmysl: obchodní grémium, společenstvo holičů a kadeřníků, hostinských a výčepníků, obuvníků, oděvních živností, pekařů, řezníků a uzenářů, stavebních živností, truhlářů a soustružníků, cukrářů, kolářů, kovářů a potravních živností, továrna na kávoviny, dva pivovary, továrna na polévkové koření Brandýská cikorka, sladovny, továrna na hospodářské stroje, jatky, dva válcové mlýny, Dražická elektrárna
- Služby: šest lékařů, tři zubní lékaři, dva zvěrolékaři, pět advokátů, notář, Česká banka, městský biograf, dva geometři, tři hotely (Adria, Černý kůň, Koruna), 14 hostinců, lékárna, tři restaurace (U města Prahy, Průchodská, U Branžovských), vinárna, Městská spořitelna, Záložna občanská, Okresní záložna hospodářská, Spořitelní a záložní spolek pro Brandýs nad Labem, Živnostenská záložna, dva fotoateliery

Ve městě Stará Boleslav (přísl. Houšťka, 4 321 obyvatel) byly v roce 1932 evidovány tyto úřady, živnosti a obchody (výběr):
- Instituce: poštovní úřad, telegrafní úřad, telefonní úřad, posádkové velitelství, četnická stanice, katolické kostely, klášter, sbor dobrovolných hasičů
- Živnosti a průmysl: obchodní grémium, společenstvo hostinských a výčepníků, oděvních živností, stavebních živností a různých živností, výroba elektrotechnických potřeb, továrna na kosmetické přípravky, mlýn, pila, dva stavitelé, továrna na hospodářské stroje, dva velkostatky
- Služby: čtyři lékaři, zvěrolékař, biograf Sokol, fotoateliér, hotel Kufr, 17 hostinců, léčivé lázně Houštka, lékárna, 2 restaurace, Městská spořitelna, Spořitelní a záložní spolek pro Písek a okolí, dva zubní ateliéry

## Obyvatelstvo
Podle sčítání 1921 v Brandýse žilo v 556 domech 5 145 obyvatel, z nichž bylo 2 575 žen. 5 031 obyvatel se hlásilo k československé národnosti, 32 k německé a 5 k židovské. Žilo zde 3 274 římských katolíků, 357 evangelíků, 387 příslušníků Církve československé husitské a 69 židů. Podle sčítání 1921 ve Staré Boleslavi žilo v 541 domech 3 833 obyvatel, z nichž bylo 1907 žen. 3 709 obyvatel se hlásilo k československé národnosti, 31 k německé. Žilo zde 2899 římských katolíků, 130 evangelíků, 99 příslušníků Církve československé husitské a 16 židů.
Podle sčítání 1930 v Brandýse žilo v 856 domech 6 066 obyvatel. 5 850 obyvatel se hlásilo k československé národnosti a 101 k německé. Žilo zde 3 908 římských katolíků, 622 evangelíků, 477 příslušníků Církve československé husitské a 60 židů. Podle sčítání 1930 ve Staré Boleslavi žilo v 752 domech 4 323 obyvatel. 4 138 obyvatel se hlásilo k československé národnosti a 99 k německé. Žilo zde 3 327 římských katolíků, 227 evangelíků, 168 příslušníků Církve československé husitské a 5 židů.
| Rok            | 1869  | 1880  | 1890  | 1900  | 1910   | 1921  | 1930   | 1950   | 1961   | 1970   | 1980   | 1991   | 2001   | 2011   | 2021   |
| -------------- | ----- | ----- | ----- | ----- | ------ | ----- | ------ | ------ | ------ | ------ | ------ | ------ | ------ | ------ | ------ |
| Počet obyvatel | 7 291 | 7 945 | 8 065 | 8 750 | 10 681 | 9 882 | 11 609 | 12 243 | 13 292 | 13 993 | 14 412 | 15 644 | 15 298 | 17 537 | 19 420 |
| Počet domů     | 674   | 735   | 781   | 869   | 1 101  | 1 242 | 1 853  | 2 470  | 2 541  | 2 658  | 2 725  | 2 915  | 2 967  | 3 332  | 4009   |

Věková struktura obyvatel obce Brandýs nad Labem-Stará Boleslav roku 2011
Rodinný stav obyvatel obce Brandýs nad Labem-Stará Boleslav roku 2011
Vzdělání obyvatel obce Brandýs nad Labem-Stará Boleslav roku 2011

## Doprava

### Dopravní síť
- Pozemní komunikace – Okolo města vede dálnice D10 s exity 10 a 14. Městem procházejí silnice: (okružní) II/101 Říčany – Úvaly – Brandýs nad Labem – Neratovice – Kralupy nad Vltavou – Kladno – Unhošť – Jesenice, silnice II/245 Brandýs nad Labem – Čelákovice – Český Brod  silnice II/331 Nymburk – Lysá nad Labem – Stará Boleslav (severní obchvat) – Záboří – (Mělník) a silnice II/610 Praha-Kbely – Brandýs n.L. – Stará Boleslav – Benátky nad Jizerou – Mladá Boleslav – Turnov (původní silnice před R10).
- Železnice – Městem procházejí dvě železniční tratě, každá po jednom břehu Labe. Po pravém břehu je to železniční trať Lysá nad Labem – Ústí nad Labem, po levém břehu Labe železniční trať Čelákovice – Neratovice . Trať Lysá nad Labem – Ústí nad Labem je dvoukolejná elektrizovaná celostátní trať zařazená do evropského železničního systému, doprava na ní byla zahájena roku 1874. Na trati leží železniční stanice Stará Boleslav. Trať Čelákovice–Neratovice je jednokolejná regionální trať. Na úseku z Brandýsa nad Labem do Čelákovic byla doprava zahájena roku 1882, v úseku do Neratovic byla doprava zahájena roku 1899. Na trati leží železniční zastávka Brandýs nad Labem zastávka, železniční zastávka Brandýs nad Labem-Zápská a železniční stanice Brandýs nad Labem.

### Veřejná doprava 2011
- Autobusová doprava – Příměstské autobusové linky vedly z města do těchto cílů: Bělá pod Bezdězem, Čelákovice, Kostelec nad Labem, Mělník, Mladá Boleslav, Mnichovo Hradiště, Neratovice, Praha, Úvaly (dopravci ČSAD Střední Čechy a TRANSCENTRUM bus).
- Železniční doprava – Po trati 072 jezdilo velké množství nákladních vlaků, 8 párů rychlíků Kolín – Ústí nad Labem a 10 párů osobních vlaků v pracovních dnech, o víkendech 7 párů rychlíků a 8 párů osobních vlaků. Po trati 074 mezi Brandýsem nad Labem a Čelákovicemi v pracovních dnech jezdilo 19 párů osobních vlaků, o víkendech 17 párů osobních vlaků. Mezi Brandýsem nad Labem a Neratovicemi jezdilo v pracovních dnech 14 párů osobních vlaků, o víkendech 9 párů osobních vlaků.

## Průmysl
V průmyslové zóně se nachází hned několik pro místní ekonomiku a zaměstnanost důležitých podniků. Například podniky Continental, Ciur, Omega-optix, Bosal.

## Služby

### Kultura
Každoročně na svátek sv. Václava probíhá ve Staré Boleslavi Národní svatováclavská pouť. Jedná se o největší oficiální oslavu státního svátku 28. září – Dne české státnosti. Ta vrcholí slavnostní bohoslužbou na Mariánském náměstí, kterou celebrují čeští a moravští biskupové. Po celý den je připraven bohatý duchovní i kulturní program. V roce 2009 se pouti zúčastnil papež Benedikt XVI. Ten navštívil nejdříve místo mučednické smrti sv. Václava – baziliku sv. Václava a poté celebroval bohoslužbu pro více než 50 000 věřících. S tímto dnem se pojí také tradiční nápoj nazývaný „Sklepní kalich“.
Přesně na den pět let po návštěvě svatého otce Benedikta XVI. byla v rámci Svatováclavské poutě v neděli 28. září 2014 provedena korunovace Palladia země české třemi korunkami, posvěcenými v Římě ve Vatikánu Svatým otcem Františkem.
Devadesáté výročí "Svatováclavského milénia" a desáté výročí návštěvy Benedikta XVI. připomenul ve své homilii apoštolský nuncius arcibiskup Charles Daniel Balvo celebrující misii na "Národní svatováclavské pouti" v sobotu 28. září 2019. V předvečer oslav, v pátek 27. září, byla u chrámu sv. Václava odhalena busta papeže Benedikta XVI.
Mezi významné tradiční akce, které se ve městě pořádají, patří festival Hopsa hejsa do Brandejsa s řadou hudebních a divadelních představení, ukázkami, exhibicemi, soutěžemi pro děti, pouťovými atrakcemi a dalším bohatým programem pro všechny bez rozdílu věku. Akci, která každoročně přiláká kolem 10 000 návštěvníků, pořádá od roku 1998 Brandýské kulturní sdružení.
V oblasti rockové hudby patří k brandýskému koloritu místní skupina Diogenes, která v regionu působí nepřetržitě již od roku 1986.

### Knihovna

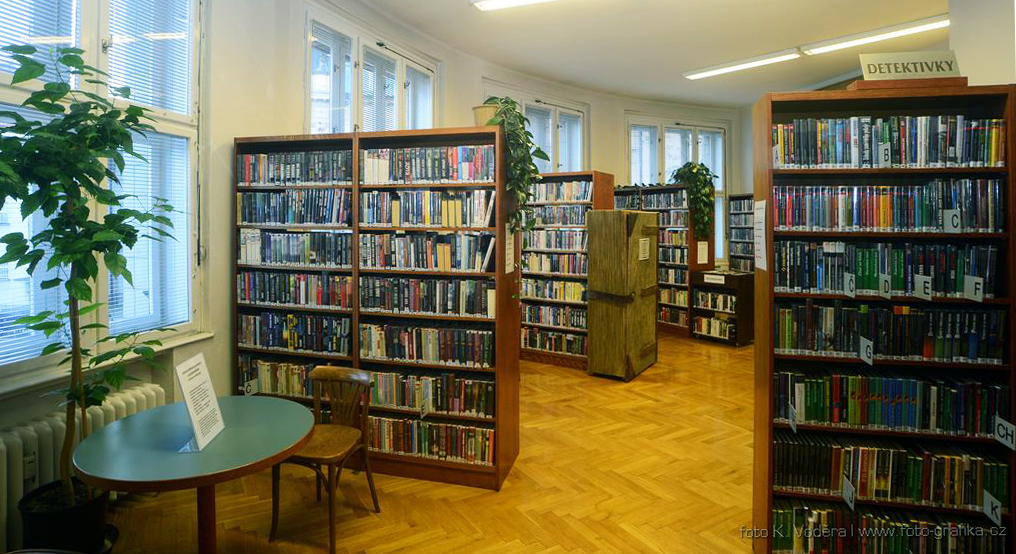
Knihovna Eduarda Petišky – oddělení pro dospělé

Knihovna Eduarda Petišky je příspěvkovou organizací s právní subjektivitou zřizovanou městem Brandýs nad Labem-Stará Boleslav. Je knihovnou veřejnou, která poskytuje knihovnické a informační služby obyvatelům města i obcí regionu. Kromě standardních činností (absenční a prezenční půjčování, poradenská činnost v oblasti literatury, lekce informatické výchovy pro MŠ, ZŠ a SŠ zaměřené na rozvoj funkční gramotnosti, akce propagující literaturu a čtení formou autorských čtení, besed, přednášek a workshopů, zpřístupňování lokální historie) zajišťuje knihovna ve spolupráci s Českou zemědělskou univerzitou přednášky Virtuální univerzity třetího věku pro 40 studentů – seniorů. Jsou připravovány celoměstské akce: Hrátky s kocourem Mikešem (den plný her pro rodiče s dětmi) a brandýskoboleslavská literární noc Čtení na Labi. Celostátní dopad má literární soutěž určená seniorům Polabská vrba. Od roku 2022 se knihovna zapojila do projektu Senioři píší Wikipedii.
Veřejná knihovna v Brandýse nad Labem – Staré Boleslavi vznikla v roce 1964 spojením Okresní knihovny v Brandýse nad Labem a Městské knihovny ve Staré Boleslavi v návaznosti na sloučení měst Brandýs nad Labem a Staré Boleslavi v roce 1960. Knihovny v obou městech vznikly v roce 1921. Masarykova knihovna a čítárna v Brandýse nad Labem byla otevřena 1. ledna 1921, knihovna ve Staré Boleslavi 12. ledna téhož roku. Vývoj obou knihoven se lišil. Knihovna v Brandýse nad Labem se stala v roce 1951 knihovnou okresní, knihovna ve Staré Boleslavi zůstala knihovnou městskou. Okresní funkce byla v roce 1988 přestěhována do Říčan. Od roku 2004 nese knihovna jméno čestného občana města spisovatele Eduarda Petišky. Umístění knihovny v centru města (Ivana Olbrachta 36 v Brandýse n.L. a Na Dolíku ve Staré Boleslavi) je zcela vyhovující, prostory v obou částech města jsou nedostačující.

## Pamětihodnosti

### Brandýs nad Labem

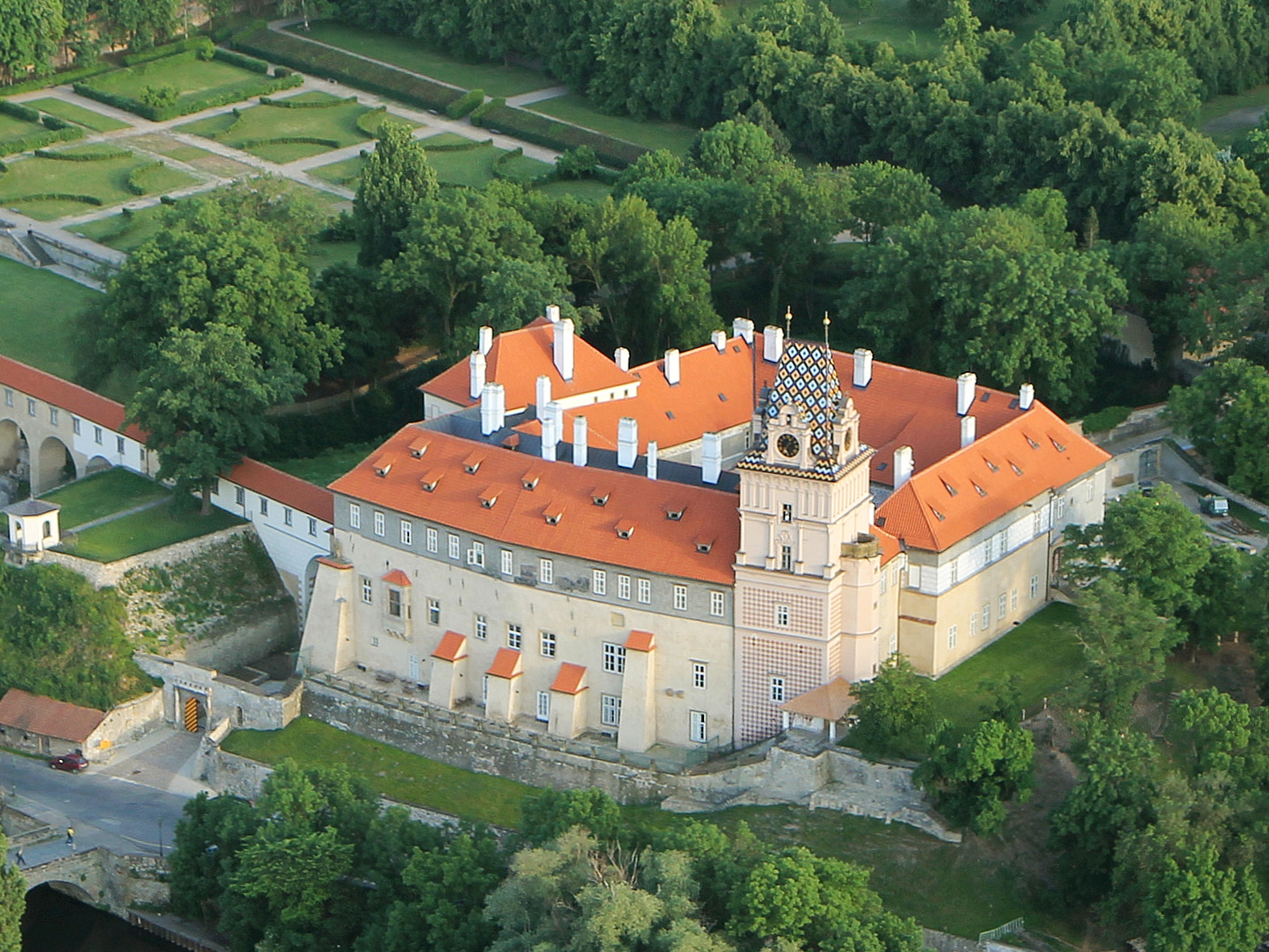
Zámek v Brandýse nad Labem

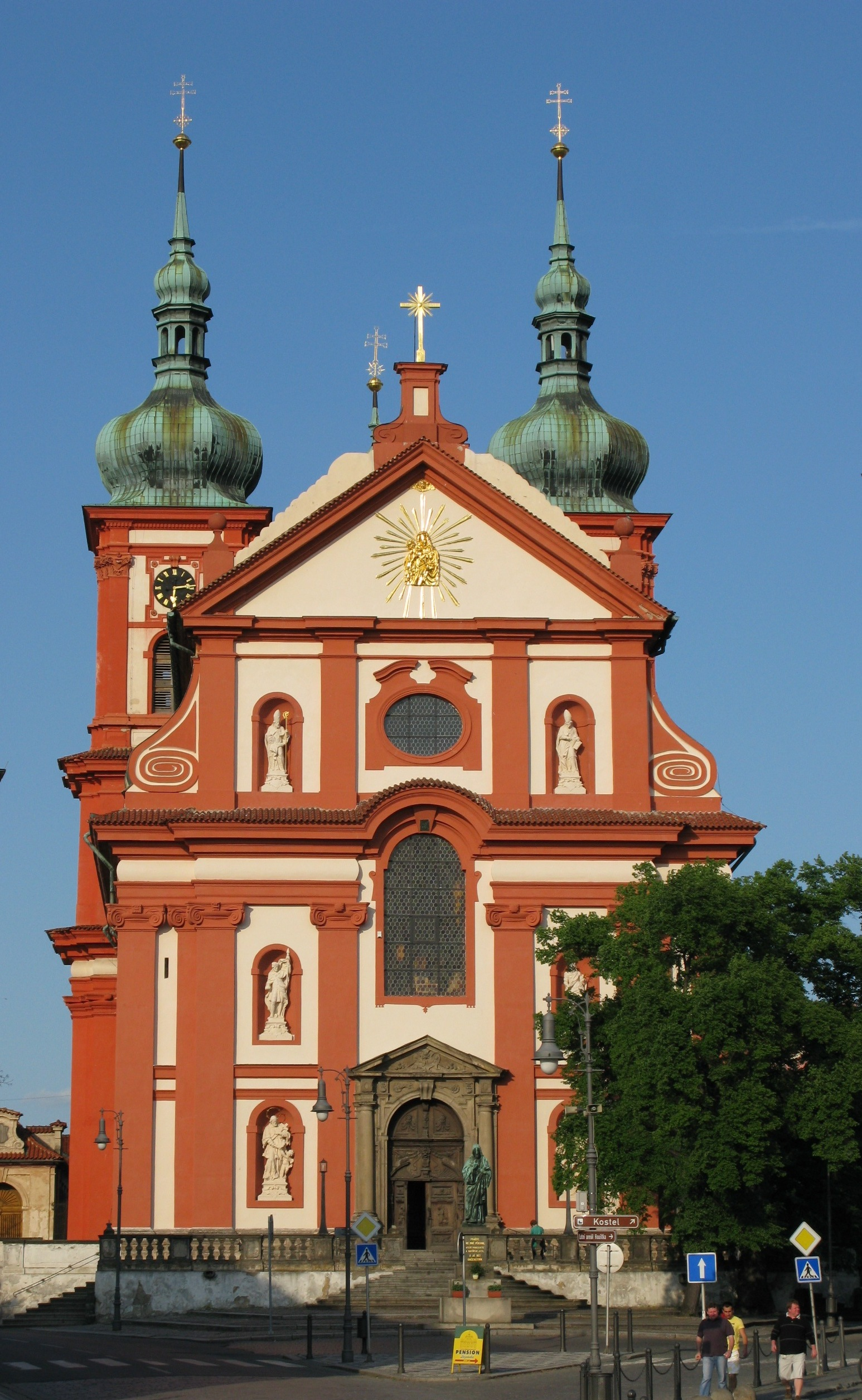
Kostel Nanebevzetí Panny Marie, západní průčelí

K pamětihodnostem Brandýsa nad Labem patří především zámek na místě gotického hradu z roku 1300 (1306). Zámek byl roku 1919 zkonfiskován státem, od roku 1995 pak patří městu. Pod zámkem se nachází mlýn, dále kamenný most z roku 1603 se sochou sv. Jana Nepomuckého a barokní pivovar postavený podle návrhu K. I. Dienzenhofera. Mezi gotické památky patří kostel sv. Vavřince s dochovanou freskovou výzdobou ze 14. století a později barokně přestavěný a také kostel sv. Petra. Z doby renesanční pochází katolický farní kostel Obrácení sv. Pavla, původně sbor Jednoty bratrské, postavený Matteem Borgorellim v letech 1541–1542, některé obytné domy na náměstí, a hlavně katovna s psaníčkovými sgrafity.
Z barokních staveb lze jmenovat například děkanství a zvonici u katolického kostela z roku 1773. Mezi jeden z nejstarších v Česku patří židovský hřbitov založený již roku 1568.

### Stará Boleslav
Stará Boleslav je spojená se svatováclavskou tradicí. Nachází se zde románská bazilika sv. Václava založená spolu s kolegiátní kapitulou roku 1039 knížetem Břetislavem I. s kryptou sv. Kosmy a Damiána v místech, kde byl podle tradice sv. Václav zavražděn a původně pohřben. Jedná se o nejstarší křesťanské poutní místo v Česku.
Vedle stojí románský kostel sv. Klementa s výjimečnými románskými freskami ze 3. čtvrtiny 12. století, nejstarší v Čechách.
Dalším významným poutním chrámem je kostel Nanebevzetí Panny Marie postavený na počátku 17. století podle návrhu G. M. Filippiho, ve kterém je uchováváno Palladium země české, uctívaný milostný obraz Madony. Nedaleko Mariánského kostela se nachází kaple blahoslaveného Podivena, postavená podle návrhu K. I. Dientzenhofera roku 1738 na místě, kde měl být Podiven, sluha sv. Václava, umučen.
Městská brána je pozůstatkem středověkého opevnění z počátku 10. resp. 2. poloviny 14. století. Nachází se zde řada barokních budov: Jezuitská kolej ze 2. poloviny 17. století, budova proboštství z let 1728–1734 či budova kapitulního děkanství z let 1710–1712. Kostel sv. Václava a kostel Nanebevzetí Panny Marie jsou národními kulturními památkami.

## Sport
Ve městě se nachází několik sportovních klubů. Od roku 1901 zde hraje fotbal FK Brandýs nad Labem. Ženský basketbalový tým DSK Basketball Brandýs hraje od roku 2023 nejvyšší domácí soutěž. Nachází se zde také čelákovický florbalový tým ASK Orka Stará Boleslav, domácí florbalový tým z Brandýsa je Floorbal club Falcon a dlouho tradici má veslování, kterému se věnuje například KV Kondor Brandýs nad Labem, založen roku 1942.
Od roku 1980 je v Brandýse nad Labem v provozu vodní slalomová dráha.

## Osobnosti

### Rodáci
- Jan Tesánek (1828–1888), matematik, fyzik
- Justin Václav Prášek (1853–1924), historik, orientalista, autor místopisu
- Gustav Mahr (1858–1930)
- Antonín Bečvář (1901–1965), astronom
- Josef Olexa (1901–1983), malíř
- Vilém Plocek (1905–2001), malíř
- Sammy Vomáčka, roz. Jiří Vomáčka (* 1946), kytarista
- Čeněk Pavlík (* 1955), houslista
- Daniel Kurucz (* 1968), manažer, trenér basketbalu
- Ondřej Synek (* 1982), veslař, olympionik
- David Novotný (* 1969), herec
- Jaroslav Volf (* 1979), olympionik a mistr světa v kanoistice
- Ondřej Štěpánek (* 1979), olympionik a mistr světa v kanoistice
- Jiří Kulhánek (* 1967), spisovatel
- Blanka Zdichyncová (* 1945), herečka

### Osobnosti spjaté s městem

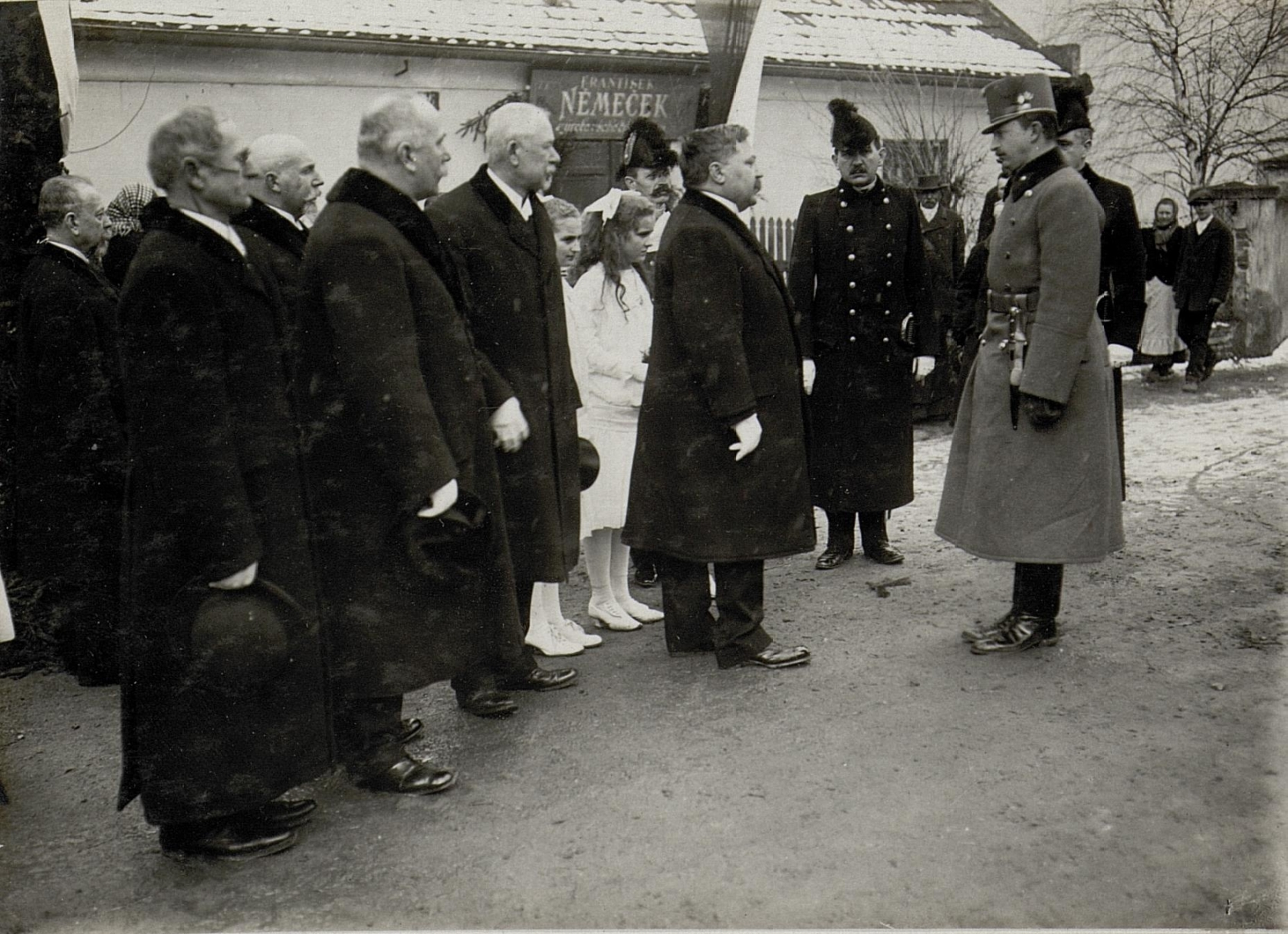
Návštěva císaře Karla I. v březnu 1917

- bl. Karel I. Habsbursko-Lotrinský (1887–1922), poslední císař rakouský, uherský a český král, před první světovou válkou žil několik let na zámku v Brandýse, který si po svém nástupu na trůn koupil do osobního vlastnictví. Od roku 2002 se na zámku každoročně koná veřejná akce s názvem Audience u císaře Karla I., při níž je možno se setkat s mnoha osobnostmi z oblasti historie, kultury, politiky, vojenství apod. V roce 2013 byl hostem Audience také Karel Habsbursko-Lotrinský, vnuk císaře Karla I. se svými dcerami.
- Ludvík Salvátor Toskánský (1847–1915), významný polyhistor, sběratel, žil a zemřel na brandýském zámku
- František Xaver Procházka (1887–1950), malíř, tvůrce mnoha pohledů na město a jeho okolí
- Eduard Petiška (1924–1987), spisovatel, žil v Brandýse
- Martin Petiška (* 1951), spisovatel, žije a pracuje v Brandýse
- Petr Kukal (* 1970), spisovatel, žije a pracuje v Brandýse
- Stanislav Rudolf (1932–2022), spisovatel, pracoval v Brandýse
- Zuzana Čížková (* 1982), sochařka a malířka, žila v Brandýse
- Vendula Vartová-Eliášová (* 1974), básnířka, překladatelka a publicistka, žije a pracuje v Brandýse
- Emil Zátopek (1922–2000), atlet a olympijský vítěz, trénoval ve Staré Boleslavi a zaběhl zde 8 světových rekordů
- Josef Svatopluk Machar (1863–1942), básník a prozaik, strávil mládí v Brandýse nad Labem a místní gymnázium nese jeho jméno
- Jiří Prskavec (* 1993), vodní slalomář, kajakář, mistr světa, olympijský vítěz
- Milan Novák (* 1954), spisovatel, správce zámku Brandýs nad Labem
- Milan Chabera (* 1954), akademický malíř, žije a pracuje v Brandýse nad Labem

## Partnerská města
- Montescudaio, Itálie
- Gödöllő, Maďarsko
- Dunajivci, Ukrajina

## Další fotografie

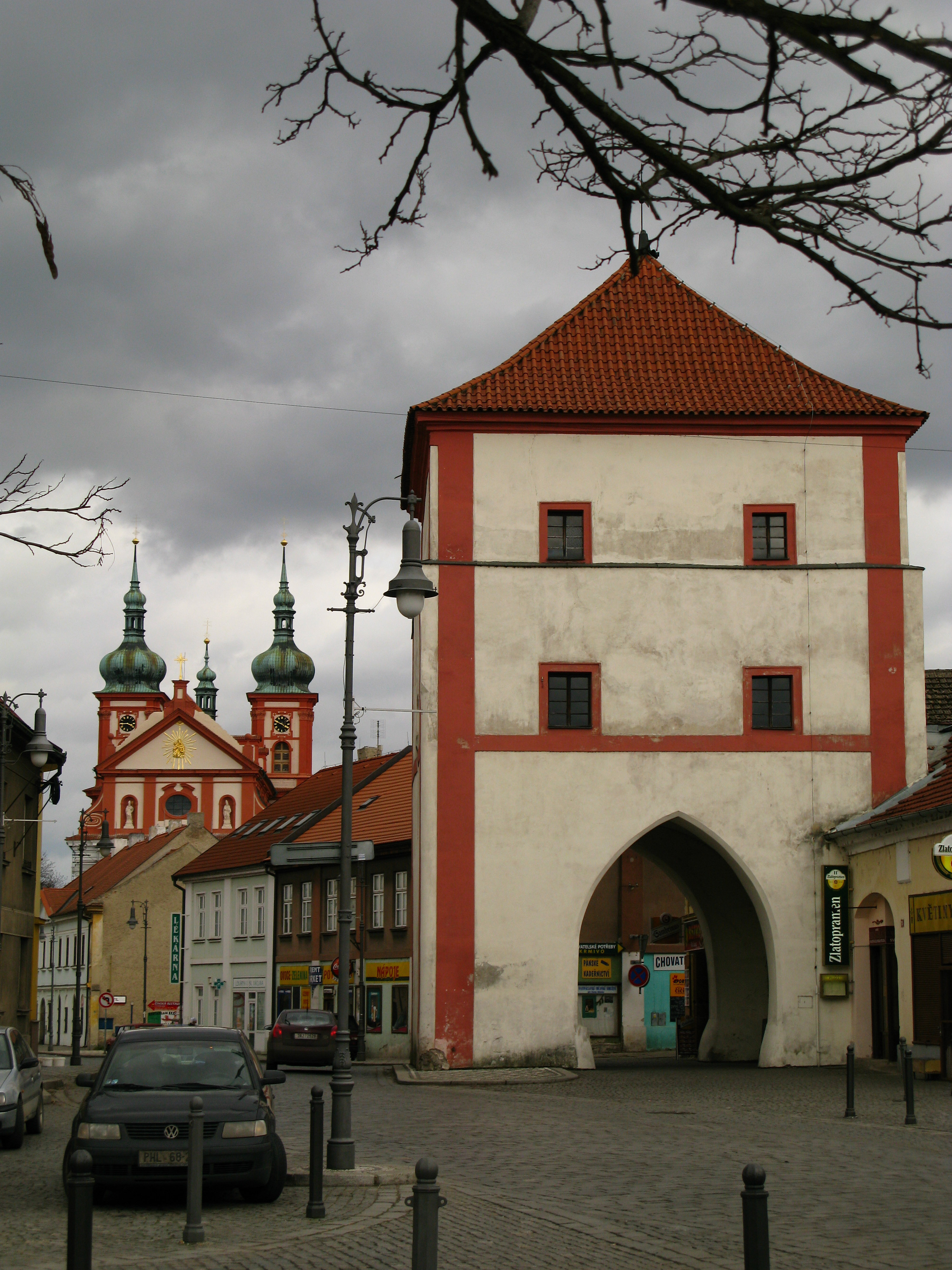
Stará Boleslav – Městská brána, v pozadí kostel Nanebevzetí Panny Marie
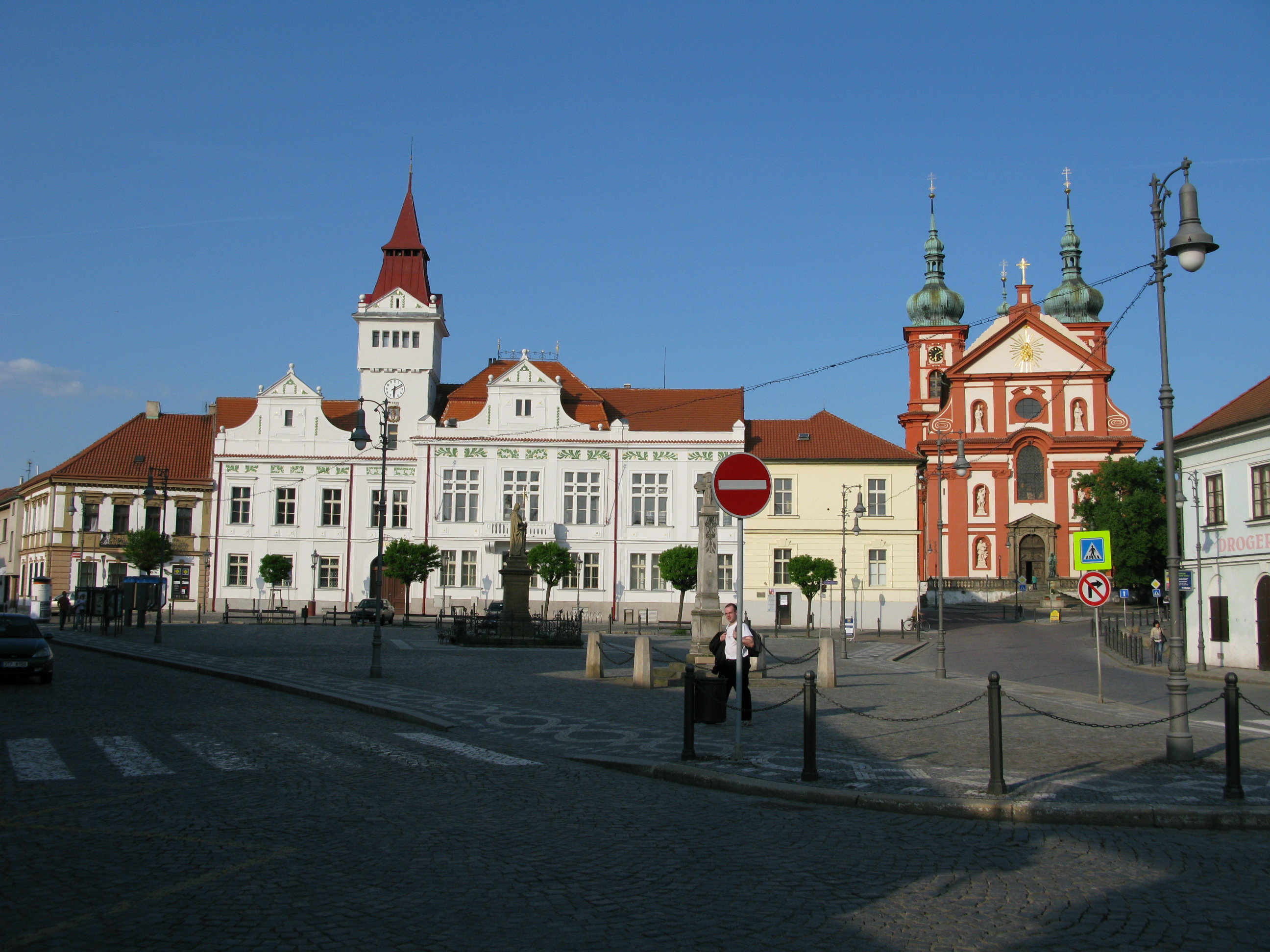
Mariánské náměstí ve Staré Boleslavi s kostelem Nanebevzetí Panny Marie a renesanční radnicí
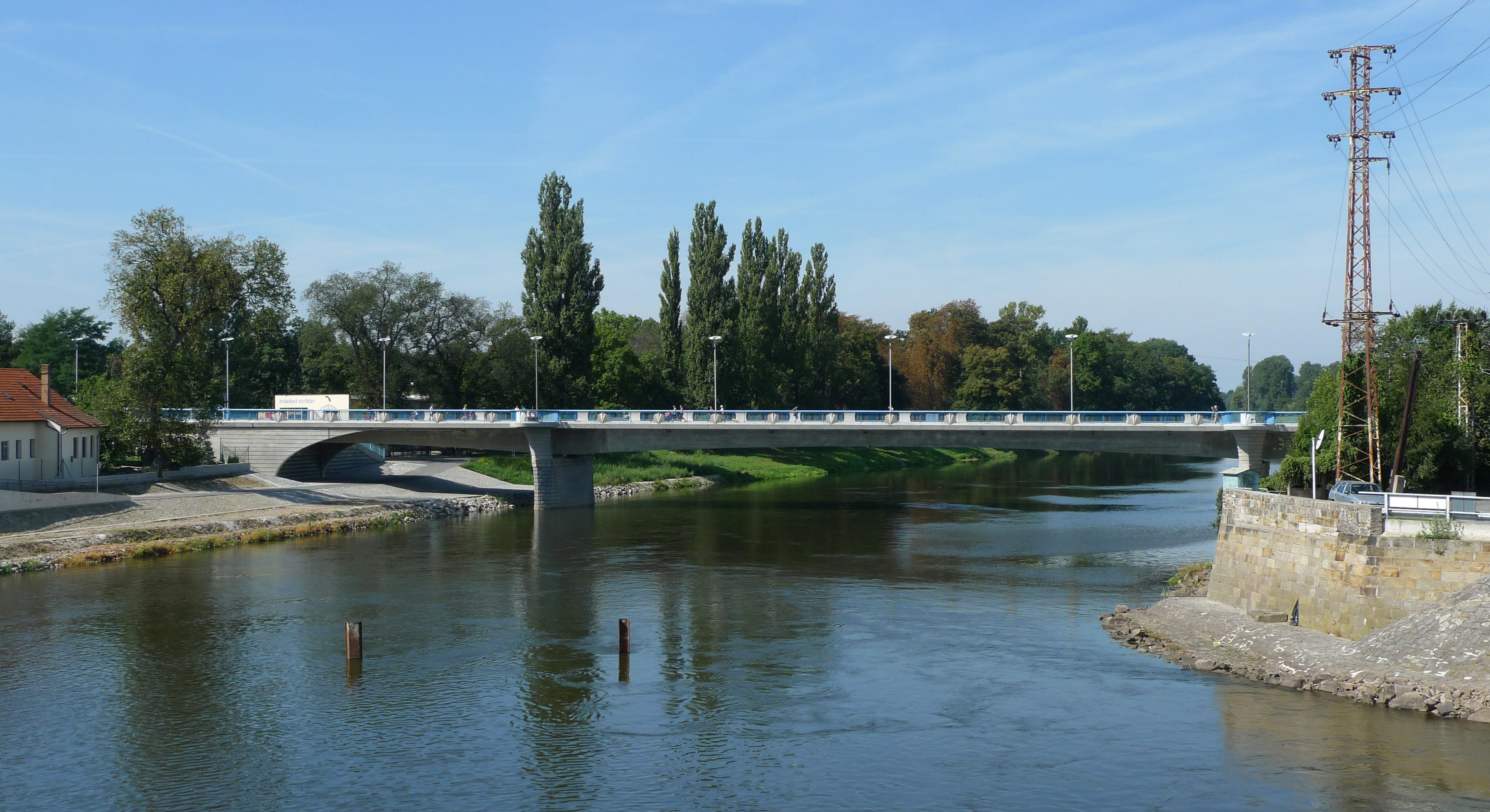
Nový most mezi Brandýsem a Boleslaví
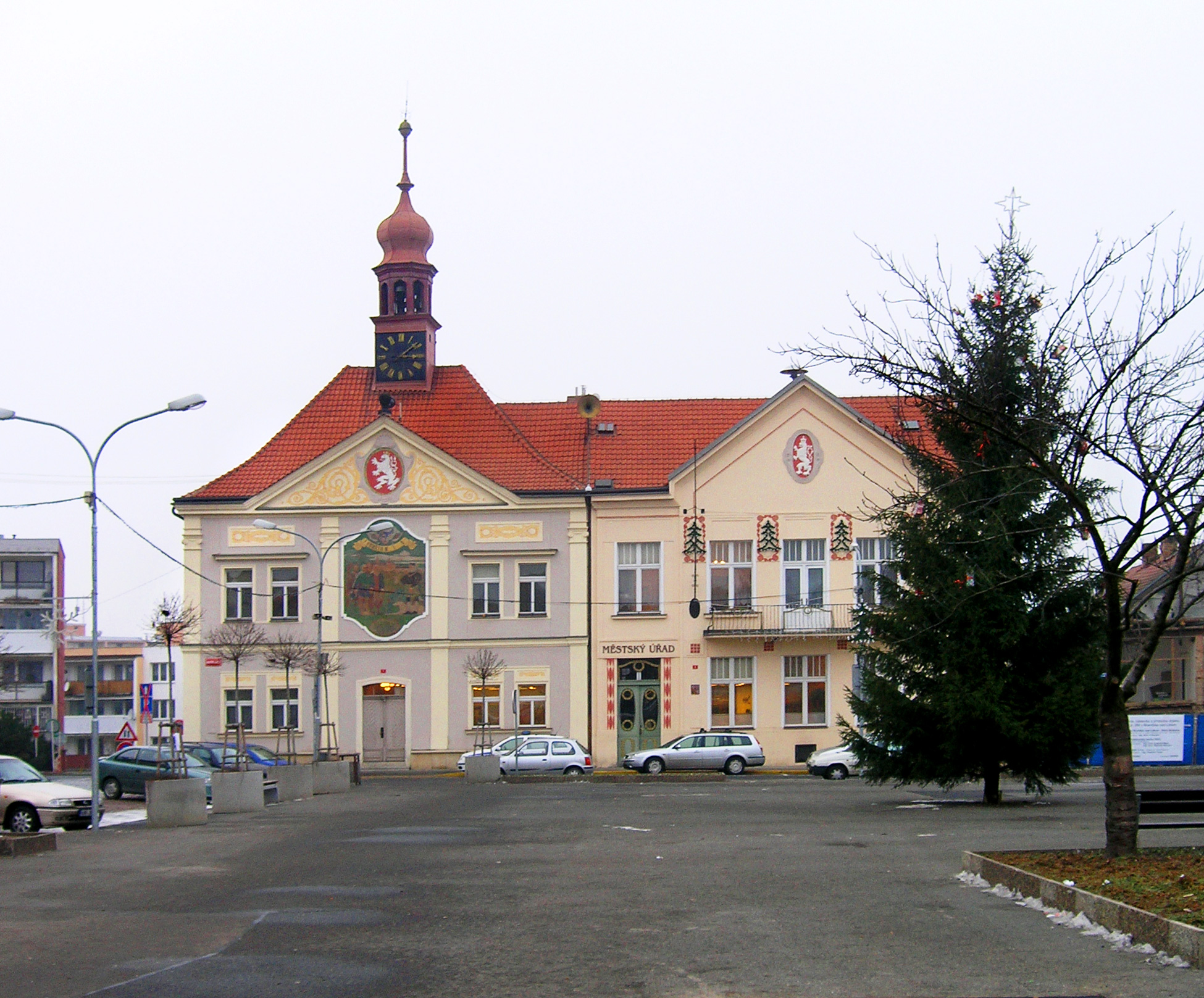
Radnice v Brandýse
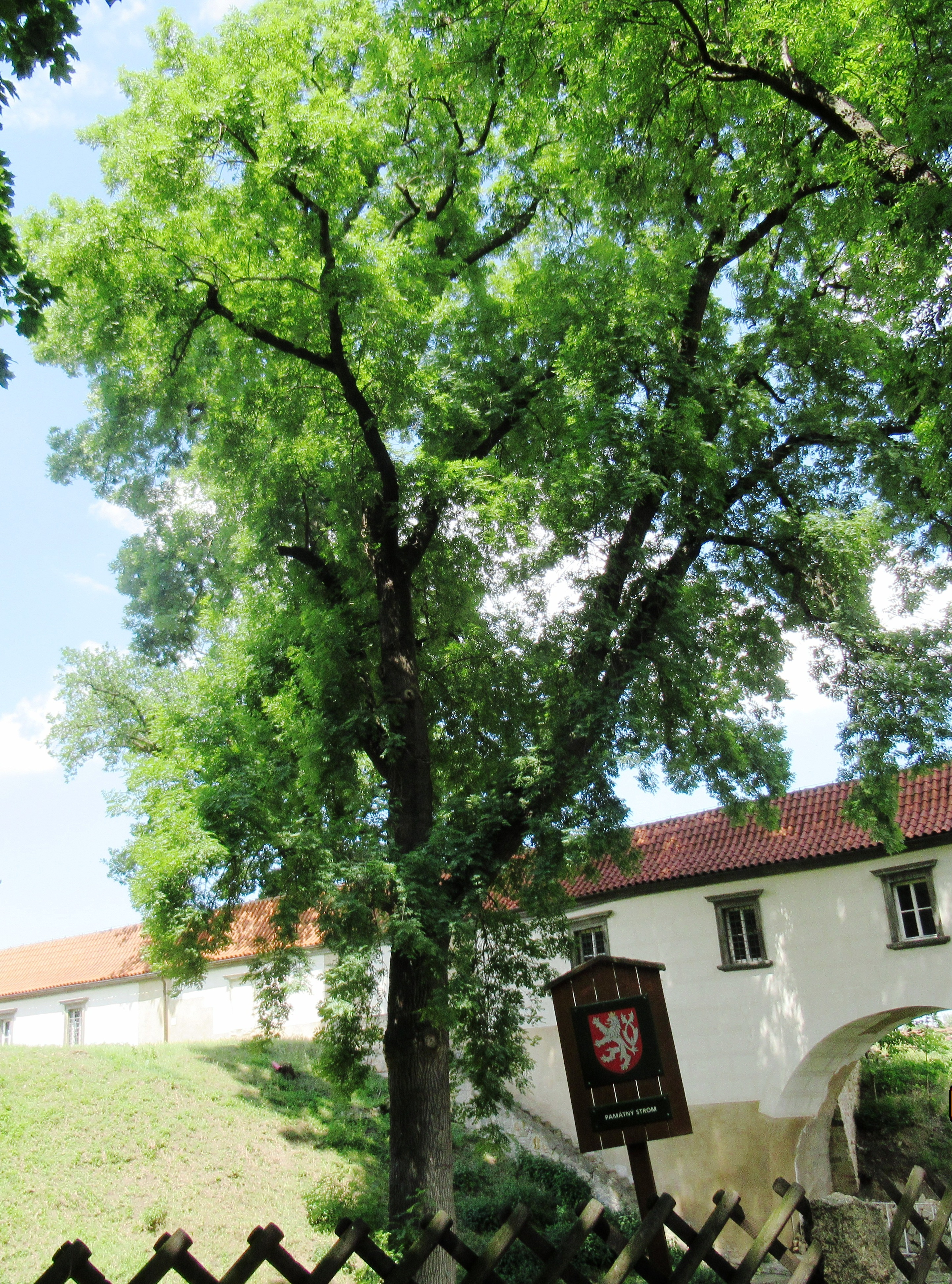
Jasan ztepilý u zámku, památný strom
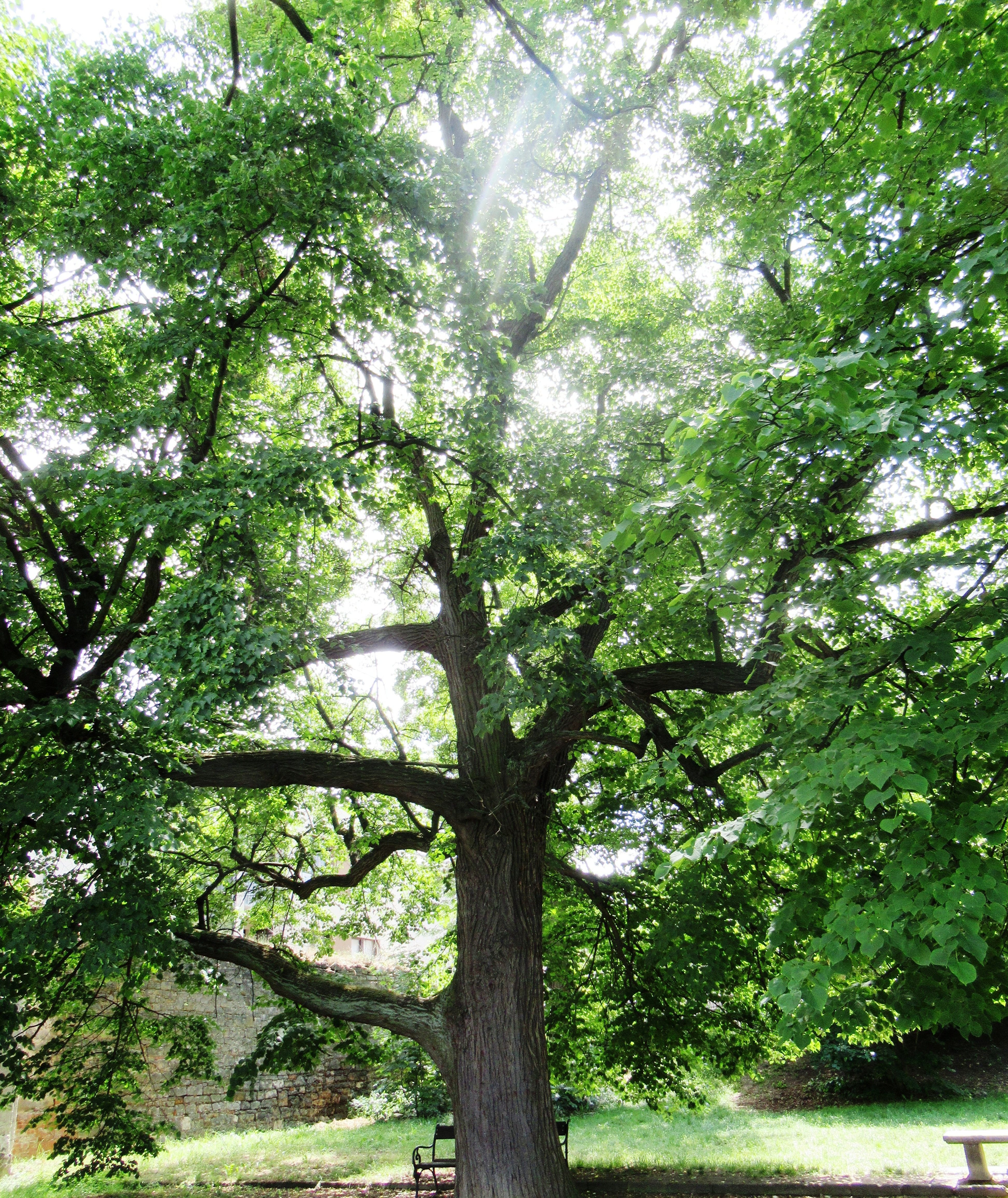
Lípa císaře Františka I. u zámku, památný strom
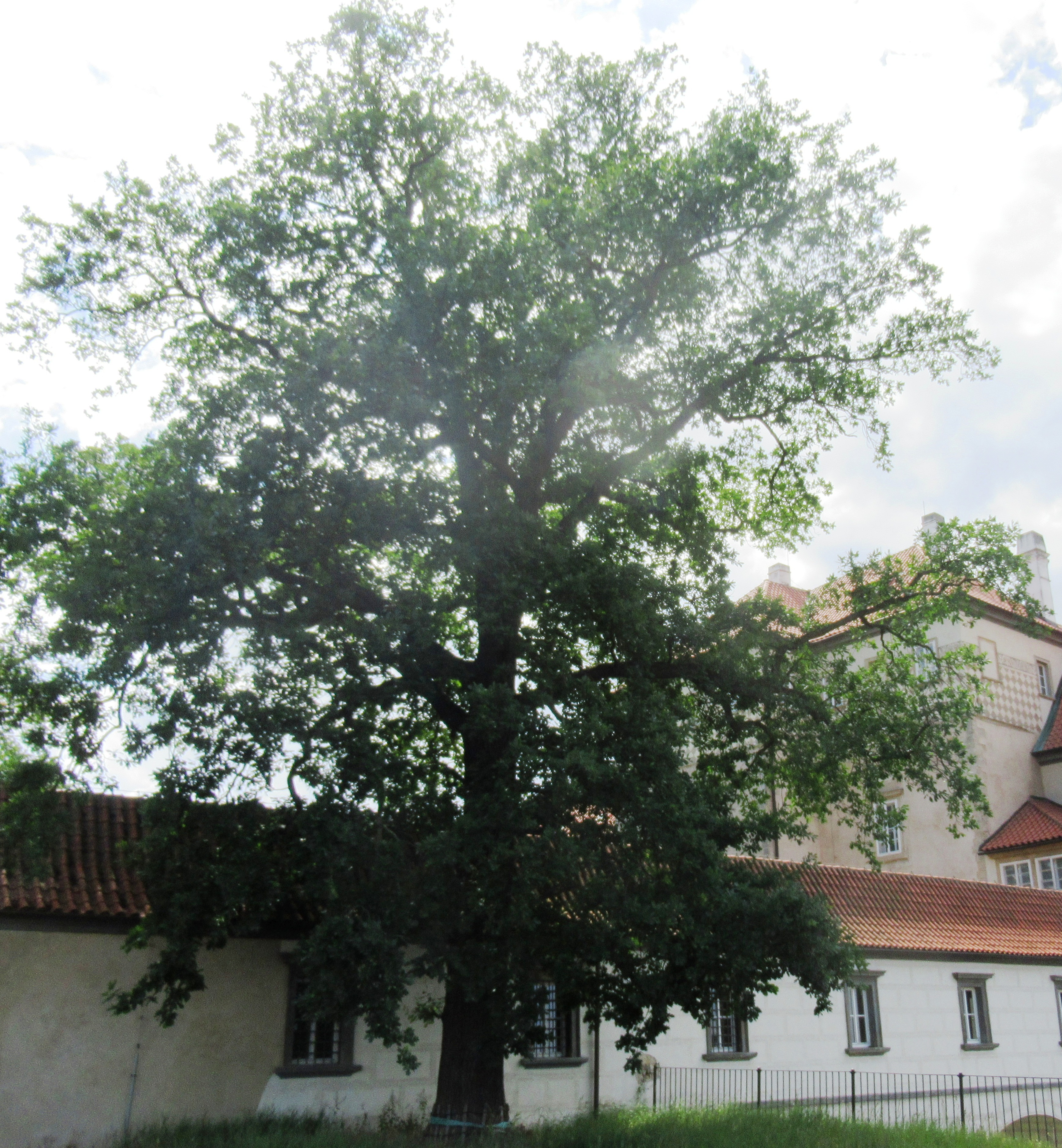
Dub Ludvíka Salvátora u zámku, památný strom
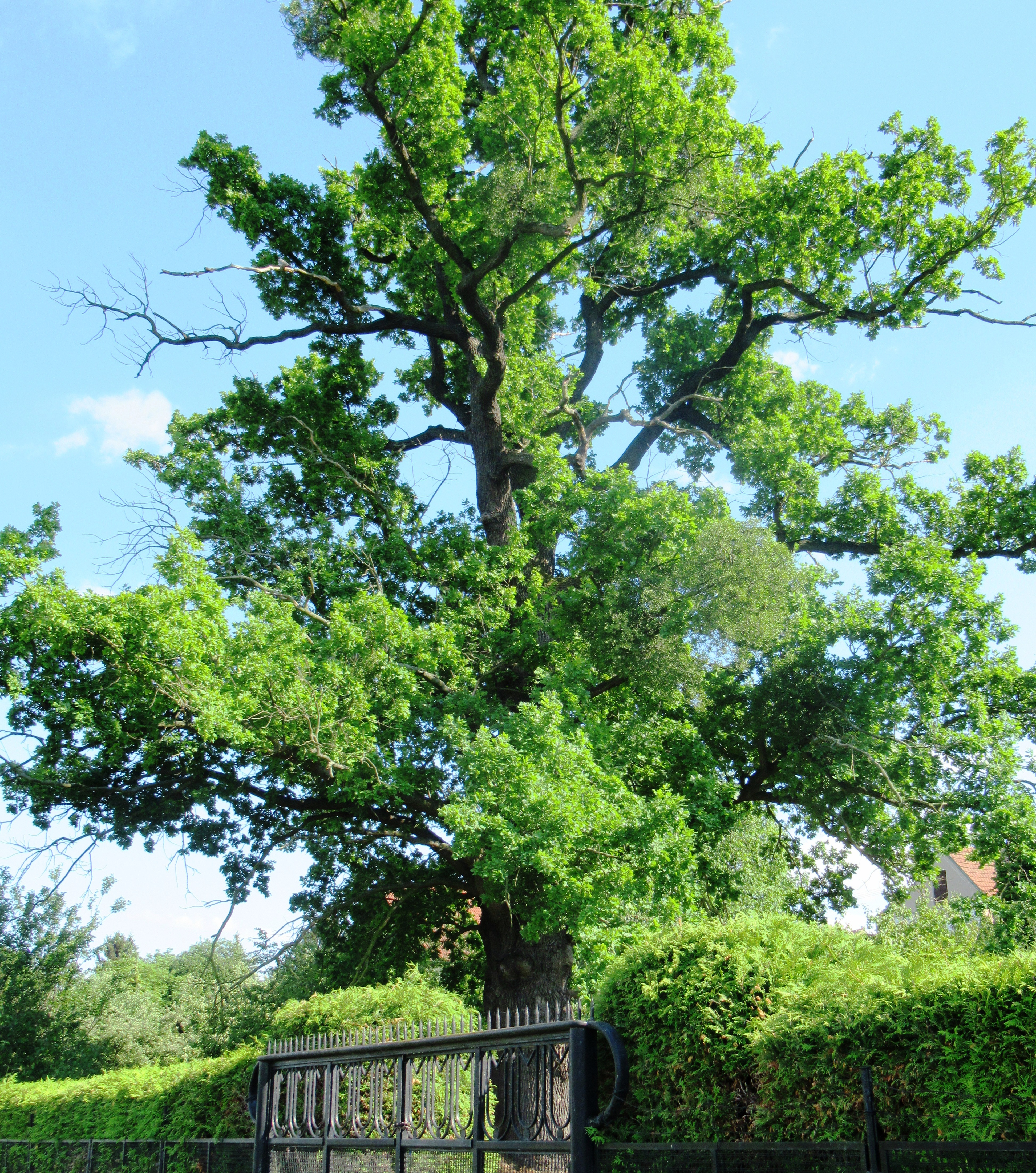
Dub Kralovický u Labe, památný strom
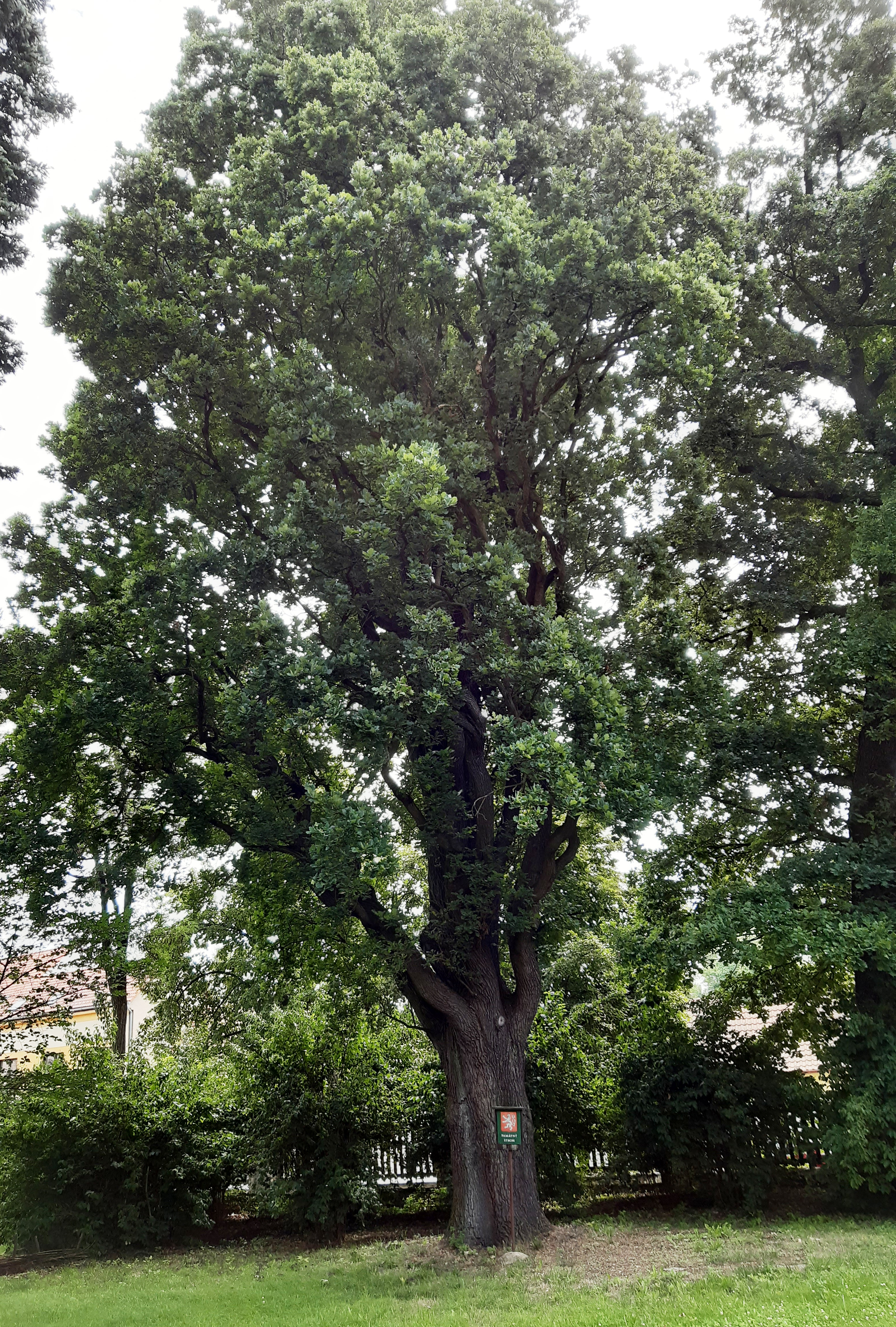
Dub letní u rezidence, památný strom
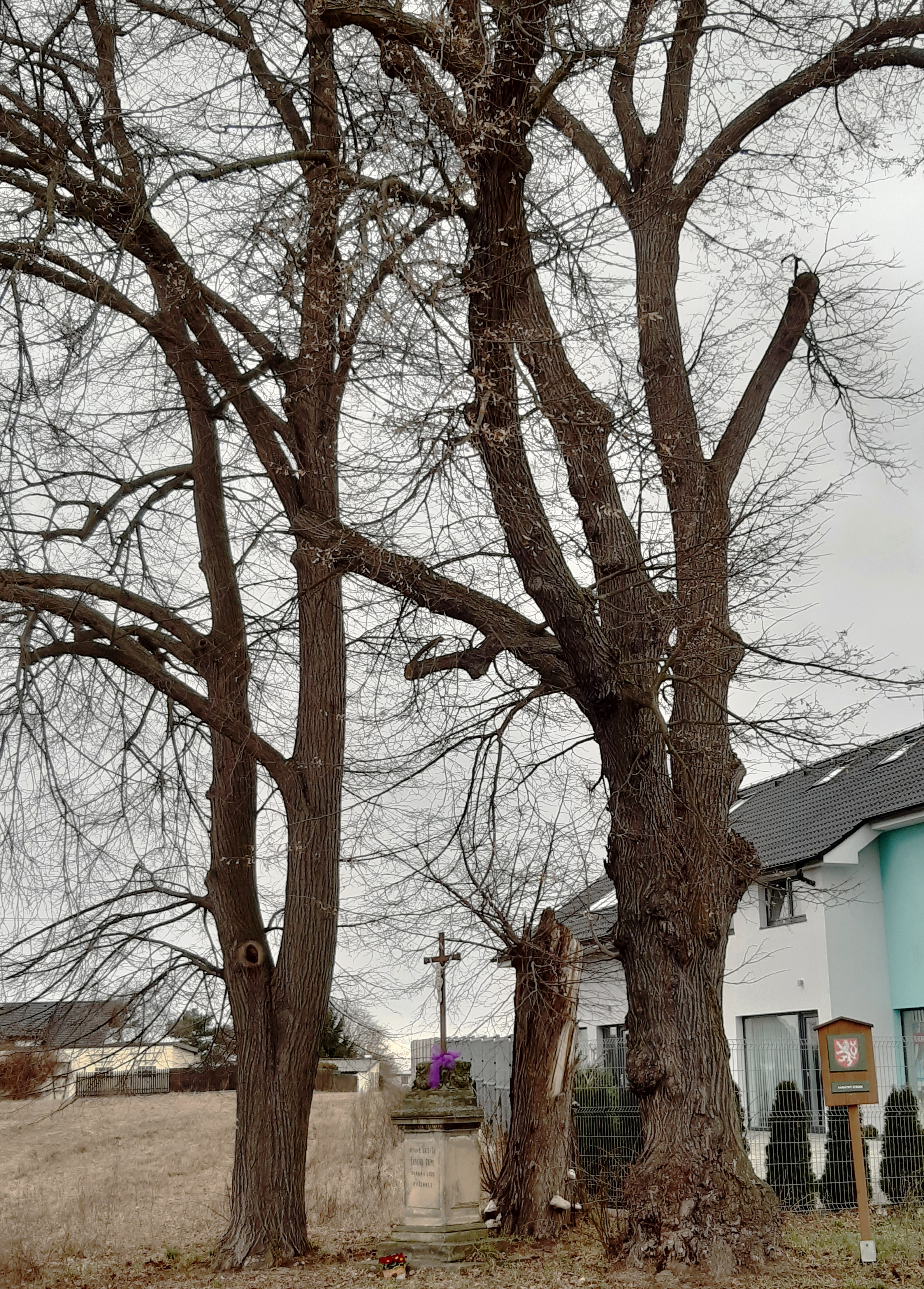
Lípy u křížku v ulici Třebízského, památné stromy